# 團上祐志
團上 祐志（だんがみ ゆうし、1995年12月8日 - ）は、日本の芸術家(画家)、経営者、タレント。
株式会社STILLLIFE創業者、一般社団法人beeslow理事。

「輪廻の中に美を見つける」という考え方を基盤に、蜜蝋やブロックチェーンなどを詩、建築、バイオ、ファイナンスの観点から解釈し直した横断的なプロジェクトを幅広く手がけている。
大学4年次に休学し渡米。ニューヨーク、ロサンゼルスのアートコレクティブに参加し展覧会など活動の幅を広げ、東京及びニューヨークを活動の拠点としている。

## 経歴・人物
愛媛県の出身。祖父は育種学の研究者である加藤正弘。
新谷藩七代藩主加藤 泰儔（かとう やすとも）の子孫。江戸時代中期の江戸幕府旗本、絵師である加藤文麗の末裔。
幼い頃から画、学問、仏教に親しみ、15歳の時に中学校の図書館で「美術は実践する哲学である」という言葉に胸を打たれ、油彩を始める。初めて描いた油絵が新人賞を受賞し、画家を志すようになる。
2014年に武蔵野美術大学油絵学科に入学し、大学中にデビュー。国内外で活動を始める。
大学2年から作家活動を始め、ギャラリーの声かけによりアメリカでの活動を開始する。
2017年渡米、ニューヨークで展覧会を開催し、海外でのアーティストと起業家の共創する世界に触れ、自身も事業と制作の両立を目指すようになる。
2018年 株式会社STILLLIFEを立ち上げ、 愛媛県大洲市にて歴史・芸術的背景を持つ古民家の維持管理、修復や アーティストインレジデンス活動などのプラットホーム事業に従事。同年7月に発生した西日本豪雨災害により浸水した木材を利用した家具製作など、多岐に渡り活動。